# Hannu Övermark
Hannu Övermark (* 16. Januar 1957 in Lappajärvi) ist ein ehemaliger finnischer Ringer.

## Werdegang
Hannu Övermark stammt aus einer ringenbegeisterten Familie. Er war einer von vier Brüdern, die diesem Sport frönten und von denen sein älterer Bruder Jarmo Övermark der erfolgreichste war. Hannu Övermark begann 1964 mit dem Ringen und gehörte während seiner ganzen Karriere dem Ringerclub Lappajärven Veikot an. Bereits im Jahre 1970 wurde er in seiner Altersgruppe in der Klasse bis 36 kg Körpergewicht finnischer Jugendmeister. Bis 1975 gewann er dann noch vier weitere finnische Meistertitel bei der Jugend bzw. den Junioren.
Von 1976 bis 1985 startete Hannu Övermark regelmäßig bei den finnischen Senioren-Meisterschaften in beiden Stilarten. Er gewann dabei insgesamt 13 Medaillen. Finnischer Meister wurde er 1980 im Federgewicht, 1981 im Leichtgewicht und 1985 im Federgewicht, jeweils im griechisch-römischen Stil.
Mehrmals kam es dabei auch zu „Bruderbegegnungen“ mit Kari Övermark.
Auf der internationalen Ringermatte erreichte er bei der Junioren-Europameisterschaft 1976 in Posen und der Junioren-Weltmeisterschaft 1977 in Las Vegas im griechisch-römischen Stil im Federgewicht jeweils den 4. Platz.
Bei den Senioren war der 4. Platz bei der Weltmeisterschaft 1982 in Kattowitz im griech.-röm. Stil im Federgewicht hinter Ryszard Swierad aus Polen, Rafail Nasibulow aus der Sowjetunion und Panajot Kirow aus Bulgarien, aber noch vor István Tóth aus Ungarn und Lars Malmkvist aus Schweden sein größter Erfolg.
Hannu Övermark ist in seiner finnischen Heimat in der Freizeitbranche tätig und gehört zu den besten finnischen Golfspielern.

## Internationale Erfolge
(WM = Weltmeisterschaft, EM = Europameisterschaft, GR = griechisch-römischer Stil, F = freier Stil, Fe = Federgewicht, Le = Leichtgewicht, damals bis 62 kg bzw. 68 kg Körpergewicht)
- 1976, 4. Platz, Junioren-EM in Posen, GR, Fe, hinter Raidi Abramschwili, Sowjetunion, Stanislaw Barej, Polen u. Günter Reichelt, DDR;
- 1977, 4. Platz, Junioren-WM in Kattowitz, GR, Fe, hinter Anatoli Krawtschenko, Sowjetunion, Panajot Kirow, Bulgarien u. Aslund, Schweden;
- 1980, 10. Platz, EM in Prievidza, GR, Fe, nach Niederlagen gegen Nelson Dawidjan, Sowjetunion u. Panajot Kirow;
- 1980, 12. Platz, EM in Prievidza, F, We, nach Niederlagen gegen Martin Knosp, BRD u. Dan Karabín, Tschechoslowakei;

(Anm.: Es erscheint fraglich, ob Hannu Övermark in Prievidza sowohl im griech.-röm. Stil als auch im freien Stil an den Start ging, zumal er im griech.-röm. Stil im Federgewicht, Klasse bis 62 kg Körpergewicht, und im freien Stil, Klasse bis 74 kg Körpergewicht, gestartet sein soll. Allerdings wird Hannu Övermark auch in der Fachzeitschrift Der Ringer als Teilnehmer bei diesen beiden Konkurrenzen genannt (Nr. 5/80, Seiten 7/10 u. 11). Möglicherweise handelt es sich beim Starter im freien Stil im Weltergewicht aber um Kari Övermark)
- 1980, 2. Platz, Meisterschaft der EU in Sönderborg, GR, Fe, hinter Gerry Svensson, Schweden u. vor Berthold Brucker, BRD;
- 1981, 6. Platz, EM in Göteborg, GR, Fe, mit Siegen über Günter Reichelt, Michel Vejsada, Tschechoslowakei u. Thomas Passarelli, BRD u. Niederlagen gegen Nandor Sabo, Jugoslawien, Panajot Kirow u. István Tóth, Ungarn;
- 1982, 4. Platz, WM in Kattowitz, GR, Fe, hinter Ryszard Swierad, Polen, Rafail Nasibulow, Sowjetunion u. Panajot Kirow, vor István Tóth u. Lars Malmkvist, Schweden;
- 1983, 4. Platz, TUL-Rurnier in Oulu, GR, Fe, hinter Miroslav Starek, Tschechoslowakei, Einari Suutari, Finnland u. Wladimir Markowski, Sowjetunion, vor Mika Lehto, Finnland;
- 1985, 4. Platz, Turnier in Västerås, GR, Fe, hinter Jenő Bódi, Ungarn, Michael Manukjan, Sowjetunion u. Alexander Litwinow, Sowjetunion, vor Morten Brekke, Norwegen u. Adam Kierpacz, Polen

## Finnische Meisterschaften
- 1976, 3. Platz, F, Fe, hinter Pekka Alanen u. Raimo Läppänen,
- 1977, 2. Platz, GR, Fe, hinter Ilpo Seppälä u. vor Einari Suutari,
- 1977, 3. Platz, F, Le, hinter Kari Övermark u. Ilpo Seppälä,
- 1979, 3. Platz, GR, Fe, hinter Jouko Kuossari u. Ilpo Seppälä,
- 1979, 2. Platz, F, Le, hinter Kari Övernark u. vor Harri Kusimäki,
- 1980, 1. Platz, GR, Fe, vor Ilpo Seppälä u. Jukka Romppanen,
- 1981, 1. Platz, GR, Le, vor Mikka Viskari u. Kari Övermark,
- 1981, 2. Platz, F, Le, hinter Jukka Rauhala u. Kai Lehtonen,
- 1982, 3. Platz, GR, Le, hinter Tapio Sipilä u. Heikki Liimatainen,
- 1982, 2. Platz, F, Le, hinter Jukka Rauhala u. vor Kari Pehkonen,
- 1983, 2. Platz, GR, Le, hinter Tapio Sipilä u. vor Jaakko Talvitie,
- 1984, 3. Platz, GR, Le, hinter Mika Viskari u. Heikki Liimatainen,
- 1985, 1. Platz, GR, Fe, vor Pehka Vehvelänen u. Antti Hirvonen